# George Carey (Eishockeyspieler)
George William Carey (* 4. November 1892 in Glasgow, Schottland; † 31. Dezember 1974 in Toronto, Ontario) war ein britisch-kanadischer Eishockeyspieler, der während seiner aktiven Karriere zwischen 1911 und 1924 unter anderem 72 Spiele für die Quebec Bulldogs, Hamilton Tigers und Toronto St. Patricks in der National Hockey League auf der Position des rechten Flügelstürmers bestritten hat. Im Jahr 1912 gewann er in Diensten der Quebec Bulldogs den Stanley Cup.

## Karriere
Carey, der im schottischen Glasgow geboren wurde, wuchs in Québec City in der kanadischen Provinz Québec auf. Dort spielte er bis zu seinem 24. Lebensjahr für diverse Klubs. Unter anderem gehörte er als Auswechselspieler zum Team der Quebec Bulldogs, das im Jahr 1912 den Stanley Cup gewann.
Im Jahr 1916 erhielt Carey ein erneutes Angebot der Bulldogs und spielte dort nun eine gewichtigere Rolle, als noch vier Jahre zuvor. Die finanziellen Probleme der Bulldogs führten schließlich dazu, dass sie zwar maßgeblich an der Gründung der National Hockey League beteiligt waren, aber in den ersten beiden Spielzeiten nicht am Ligabetrieb teilnahmen. Mittels eines Dispersal Drafts im November 1917 verpflichteten die Montreal Wanderers den Stürmer, der sich allerdings weigerte für das Team aufzulaufen. Auch aufgrund seines Militärdienstes spielte Carey daher in der Zeit zwischen 1917 und 1919 kein Eishockey. Erst als die Quebec Bulldogs zur Spielzeit 1919/20 wieder in den Spielbetrieb einstiegen, schnürte auch der Angreifer wieder seine Schlittschuhe, da die Rechte an seiner Person durch den Wiedereinstieg Quebecs von der Ligaleitung zurück an das Team gegeben wurden. In 20 Spielen konnte er dabei ebenso viele Scorerpunkte sammeln.
Vor der Saison 1920/21 wurde das Franchise der Quebec Bulldogs nach Hamilton umgesiedelt und in Hamilton Tigers umbenannt. Carey entschied sich diesmal seine Wahlheimat Québec zu verlassen und gehörte dem Team in den folgenden zwei Spieljahren an. Kurz nach Beginn der Saison 1922/23 wurde er im Januar 1923 für den Rest der Spielzeit an die Calgary Tigers aus der Western Canada Hockey League verliehen. Ein weiterer Transfer erfolgte schließlich im Dezember 1923, als er gemeinsam mit Amos Arbour und Bert Corbeau im Tausch für Ken Randall, die NHL-Rechte an Corb Denneny sowie eine ungenannte Geldsumme an die Toronto St. Patricks abgegeben wurde. Dort bestritt Carey in der Saison 1923/24 seine letzte Spielzeit.

## Erfolge und Auszeichnungen
- 1912 Stanley-Cup-Gewinn mit den Quebec Bulldogs